# Codringtonlagune
De Codringtonlagune (Engels: Codrington Lagoon) is een lagune van 27,46 km² in het westen van het eiland Barbuda in Antigua en Barbuda. Het is beschermd als nationaal park, en bevat de grootste kolonie fregatvogels van het Caraïbisch gebied. Sinds 2005 is het gebied en omliggende zee beschermd als een Ramsargebied.

## Overzicht
De Codringtonlagune is een 16.5 kilometer lange lagune aan de westkust van het eiland Barbuda. De lagune wordt bezocht door vogels zoals de fregatvogel, de bruine pelikaan en de lachmeeuw. Meer dan 170 vogelsoorten zijn gesignaleerd in het gebied. Ten noorden van de Cordingtonlagune ligt het kleinere Goat Island Flash dat ondiep en brak is. De lagune bevat mangrovebossen, wadden, zeegrasbedden, en stranden. De stranden worden gebruikt door de karetschildpad en lederschildpadden om hun eieren te leggen.
Sinds maart 2005 is de Codringtonlagune beschermd als nationaal park. Sinds juni 2006 is een gebied van 36 km² ook beschermd als een Ramsargebied en omvat tevens het gebied rond de hoofdplaats Codrington, en de omliggende zee waarin zich koraalriffen bevinden.

## Frigate Bird Sanctuary
De Frigate Bird Sanctuary bevindt zich in het noordwesten van Codringtonlagune rond het Man of War Island, en is een van de belangrijkste broedgebieden voor fregatvogels. De vogels trekken jaarlijks van de Galapagoseilanden naar Berduda om te broeden. Van september tot april is een kolonie van meer dan 2.500 vogels aanwezig om te paren en eieren te leggen. De kolonie kan alleen per speciale watertaxi worden bezocht vanaf Codrington.

## Bedreigingen
In 2017 werd Barbuda zwaar getroffen door orkaan Irma, en werden duinen weggeslagen waardoor de zee in de lagune kon binnendringen. Mangrovebossen worden aangelegd om te dienen als buffer.
Na de orkaan werd Barbuda geëvacueerd. Tijdens de evacuatieperiode werd door de regering van Antigua en Barbuda de Barbuda Land Act ingetrokken, en kunnen grootschalige projecten zonder toestemming van Barbuda Council, de lokale eilandregering, worden uitgevoerd. De Barbuda Ocean Club, een toeristisch resort met 450 bungalows en een golfbaan, wordt deels aangelegd binnen het beschermd natuurgebied, en is eigendom van de miljardair John Paul DeJoria. In 2020 werd door de Barbuda Council een klacht ingediend bij het secretariaat van de Ramsar, en lopen er rechtzaken om de bouw tegen te houden.

## Galerij

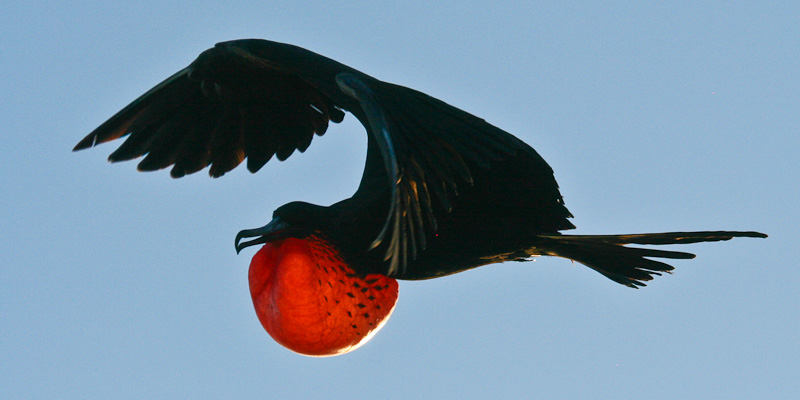
Fregatvogel
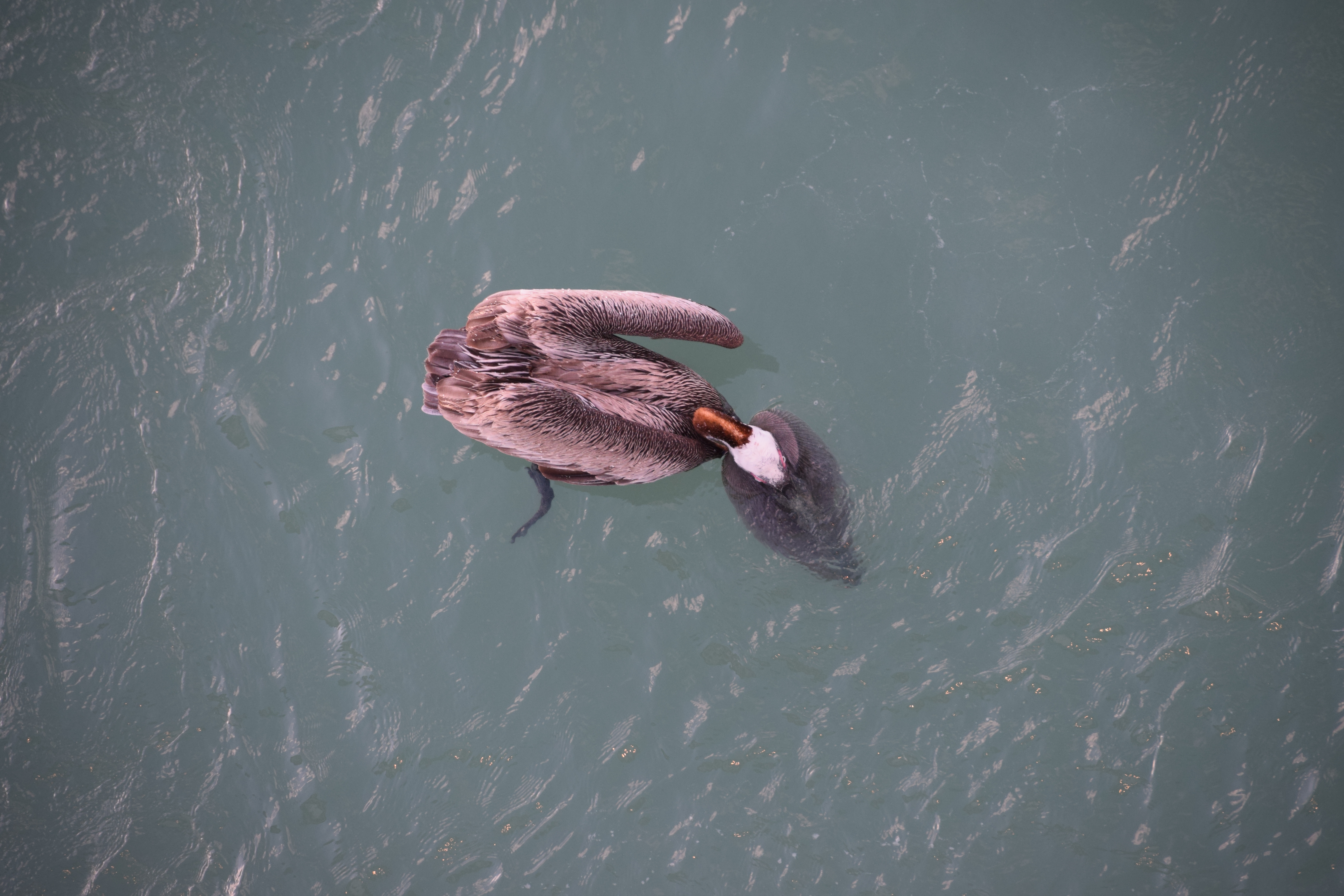
Bruine pelikaan vangt een vis